# Ludothek

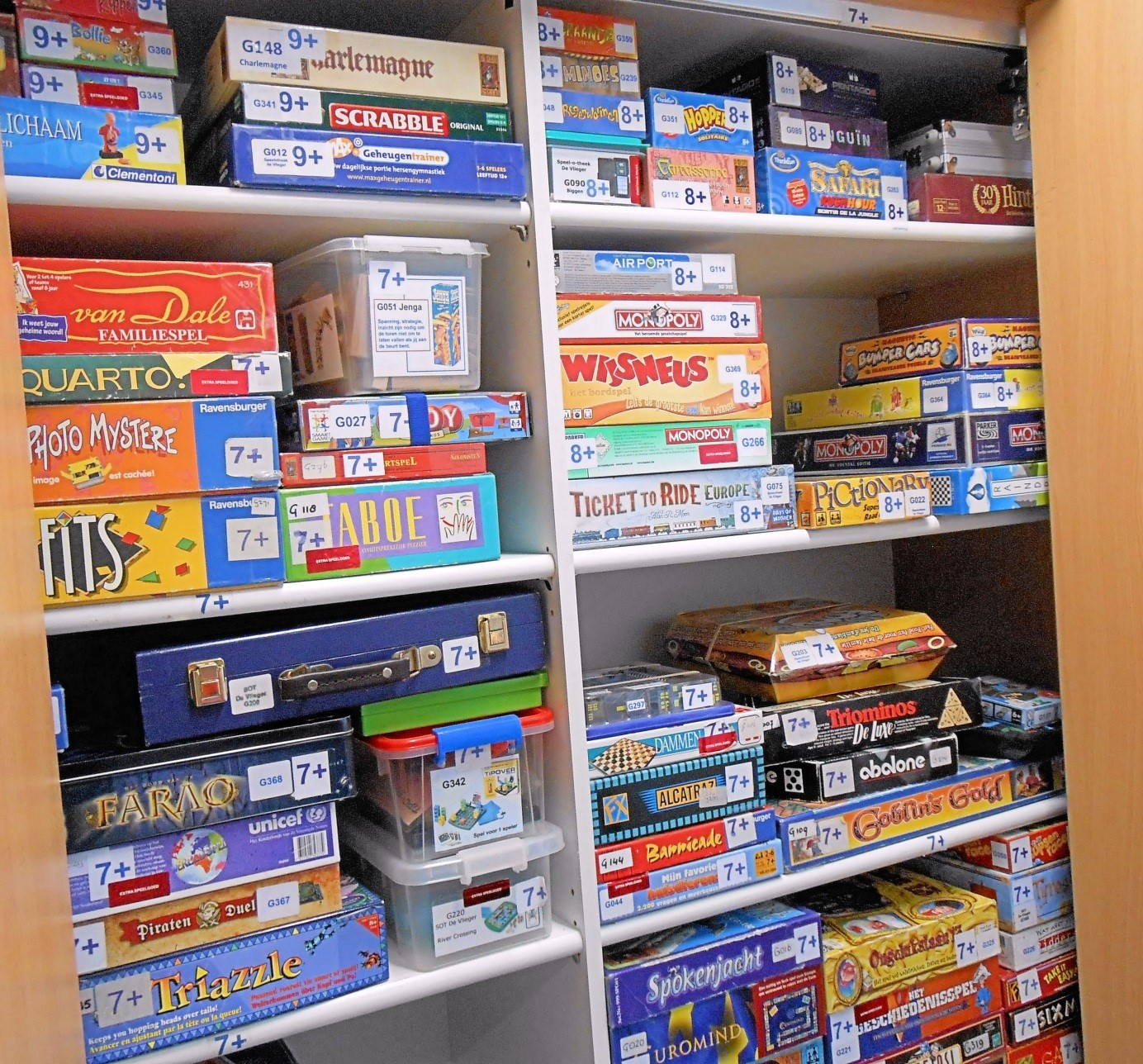
Blick in eine Ludothek in den Niederlanden

Eine Ludothek bzw. Lusothek (von lateinisch: ludus = eigentlich: „Spiel“; „Schule“ – lusus, Partizip Perfekt von: ludere = „spielen“ sowie θήκη = „Stelle“, „Behältnis“, „Aufbewahrungsort“) ist die Institution bzw. der Ort einer geordneten benutzbaren Sammlung von Spielen.

## Geschichte und Funktion
Entstanden sind die ersten Ludotheken in der Schweiz, während in Deutschland und Österreich Spiele meist in öffentlichen Bibliotheken ausgeliehen werden konnten. Inzwischen ist der Begriff aber auch in diesen Ländern gebräuchlich. Dazu beigetragen hat vor allem die Gründung der Ludothek des Landes Steiermark „Ludovico“ 1986 in Graz.
Meist handelt es sich dabei um eine städtische oder kommunale, zum Teil auch kirchliche Institution mit einem Raumangebot. Dort können Brettspiele angesehen, ausprobiert und ausgeliehen werden. Oft existiert auch ein fester Termin zum gemeinsamen Spiel. Inzwischen wird das Angebot auch von Erwachsenen angenommen, obwohl die Klientel meist aus Jugendlichen und Kindern besteht. Der soziale Gesichtspunkt für Eltern, die sich dort zum Spielenachmittag mit ihren Kleinkindern treffen, ist ebenfalls erwähnenswert. Das Angebot besteht zum größten Teil aus sogenannten guten Spielen und Spielwaren (Holz), die zuvor von einem Gremium (z. B. Spielgut oder geprüftes Spielzeug) bewertet wurden. Der Bestand wird durch eine Ludografie erschlossen.
Ludotheken organisieren auch größere Spielefeste – z. B. zum Weltspieltag –, betreiben Infostände bei kommunalen Veranstaltungen und geben kostenlose Ratschläge zum Spielekauf. Zum Teil gehen auch private Unternehmen wie Spieleläden dazu über, in geeigneten Räumen Spieleabende zu veranstalten und Spielrunden zu organisieren.